# Карцевичский сельсовет
Карцевичский сельсовет — упразднённая административно-территориальная единица на территории Несвижского района Минской области Республики Беларусь. Административный центр — агрогородок Карцевичи.

## История
В 2011 году упразднена деревня Надея, деревня Карцевичи преобразована в агрогородок.
28 июня 2013 года упразднён Карцевичский сельсовет, населённые пункты включены в состав Несвижского сельсовета.

## Состав
Карцевичский сельсовет включает 7 населённых пунктов:
- Альбянка — деревня.
- Карцевичи — агрогородок[3]
- Малево — деревня.
- Ольховка — деревня.
- Саска Липка — деревня.
- Сычево — деревня.

Упразднённые населённые пункты:
- Надея — деревня[2].